# Campo San Gallo
Campo Rùsolo o San Gallo è una piazzetta di Venezia, nel sestiere San Marco, situata alle spalle dell'omonima piazza e parallela all'asse di calle dei Fabbri, che collega direttamente il centro marciano con la zona di Rialto.

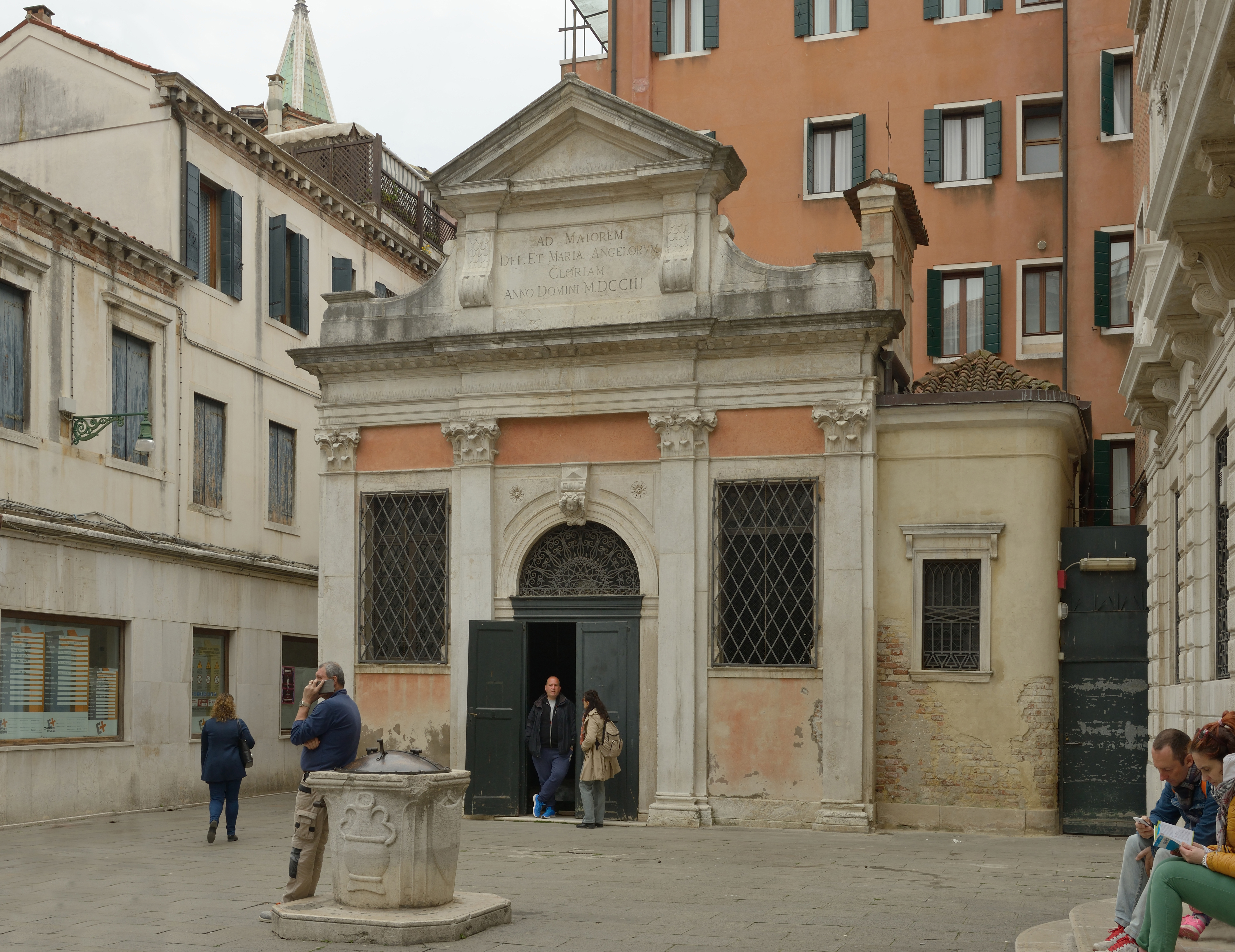
La chiesa di San Gallo nel campo omonimo

## Dalle origini al Cinquecento
Fino al 1806 l'area risultava parte del circondario della chiesa di San Geminiano, allora parrocchiale; dal 1807 al 1967 fece parte della parrocchia della basilica di San Marco e dal 1967 è compresa nella giurisdizione della chiesa di San Moisè. Il toponimo “Rusolo” compare per la prima volta in due documenti dell'anno 1267, precisamente un ordine del monastero dell'isola di San Giorgio Maggiore agli affittuali delle sue case di “Campi Rusuli”, datato 30 maggio e un atto dei procuratori di San Marco, datato 1º ottobre.
Il 25 gennaio 1512 (1513, perché l'anno, secondo l'antico sistema veneziano, iniziava il primo marzo), si tenne in campo Rusolo una caccia dei tori, l'antica “corrida” veneziana che veniva organizzata in occasioni particolari.
All'alba del 6 luglio 1515 in campo Rusolo fu trovato morto accoltellato Bernardo Giustinian di Lorenzo da San Moisè. Si scoprì in seguito che l'assassino era stato Angelo Bragadin di Pietro che aveva agito per gelosia, dopo aver visto il Giustinian parlare al ponte del Cavalletto con una donna che abitava lì nei pressi, fantesca di Nicolò Aurelio, segretario del Consiglio dei Dieci e moglie di uno scrivano dei Giudici del Forestièr, una delle corti di palazzo di Venezia.
Nel 1581, in seguito alla costruzione delle Procuratie Nuove in piazza San Marco, divenne necessario trasferire l'antico ospizio Orseolo dalla sua sede originaria, tra la Zecca e il campanile di San Marco. Il 10 ottobre di quell'anno, i procuratori di San Marco si accordarono con il priore dell'ospizio concedendo una parte dei loro terreni in campo Rusolo, in corrispondenza dell'antica corte delle Orsoline, che erano liberi da costruzioni, in cambio della possibilità di demolire l'antico ospizio per costruire le Procuratie Nuove in piazza San Marco.
Gli edifici dove attualmente si trova l'ingresso del teatro San Gallo erano anch'essi di proprietà dei procuratori di San Marco fin dal 1331: si trattava di due casette sopra campo Rusolo, più otto casette poste lungo calle del Cavalletto, che furono vendute a privati tra il 1649 e il 1700; di fronte ad esse, su un altro terreno dei procuratori di San Marco, sorgeva l'antica osteria al Cavalletto, con annessa locanda documentata fin dal 1300: anticamente anche l'odierno ponte del Cavalletto era chiamato ponte di campo Rusolo.

## Il toponimo Rusolo
Si pensava quindi che il nome Rusolo fosse la versione dialettale di Orseolo, ma, considerato che il nome era già in uso nel 1200, prima del trasferimento dell'ospizio, l'ipotesi non regge; già il Tassini, alla fine dell'Ottocento, aveva negato quest'ipotesi sulla base dei Diari di Marin Sanudo il Giovane, ma ne ricollegava comunque l'origine alla famiglia Orseolo che avrebbe posseduto dei terreni in questa zona. Tuttavia, fino ad oggi, non sono stati trovati documenti che possano confermare la presenza di proprietà degli Orseolo presso campo Rusolo.

## La chiesa di San Gallo
Il trasferimento dell'ospizio comportò la costruzione di una cappella al suo servizio: la chiesetta fu dedicata a san Gallo, ma non se ne conosce per il motivo: forse all'epoca il sacerdote priore dell'ospizio proveniva dall'Europa continentale, dove il culto per san Gallo era molto diffuso.
Il primo edificio sacro era più piccolo dell'attuale e aveva la facciata rivolta verso la calle del Cavalletto, mentre sul campo dava il fianco destro; per questo la calle era detta anche calle di fianco alla chiesa.
Nel 1703, la chiesa di San Gallo (Venezia) fu ricostruita nelle forme attuali e vi furono posti tre altari.

## La struttura del campo
Fino alla fine dell'Ottocento il campo rimase come ritratto nel Catasto napoleonico di Venezia, cioè accessibile da calle dei Fabbri mediante calle del Scaleter e da piazza San Marco tramite il ponte del Cavalletto. Da esso, si accedeva a corte San Zorzi, le cui case erano state ricostruite nel Cinquecento, erano di proprietà del monastero di San Giorgio Maggiore (Zorzi in veneziano), e alla corte delle Orsoline, ora privata, dietro la chiesa di San Gallo.
Nel 1840 si decise di costruire un nuovo ponte sul rio del Cavalletto per mettere in comunicazione l'area della Frezzarìa e il circondario di San Moisè con calle dei Fabbri, collegando calle Tron con campo San Gallo, aprendovi quindi un terzo accesso. A causa della ristrettezza del luogo, i veneziani chiamarono scherzosamente il nuovo ponte "della piavola", ossia della bambola.
Il pozzo in campo San Gallo era un tempo delimitato da due gradini, secondo la consueta tecnica costruttiva della "macchina" da pozzo veneziana.
Nel campo, nella casa che si affacciava sul rio del Cavalletto abitava lo scultore Antonio Canova nei periodi durante i quali soggiornava in città, perché era amico del proprietario, il caffettiere Valentino Francesconi, soprannominato Floriàn perché era il nipote del fondatore del caffè Florian di piazza San Marco. Alla fine dell'anno 1822 lo scultore si ammalò nella sua casa natale di Possagno (Treviso), e decise di farsi portare a Venezia, decidendo di abitare presso la famiglia del suo amico, che era già defunto, e qui morì il 13 ottobre di quell'anno.
Per questo motivo il campo era detto anche “Canova”. In questo modo, all'antica denominazione campo Rusolo, si affiancò quella di campo San Gallo e poi quella, oggi in disuso, di campo Canova.

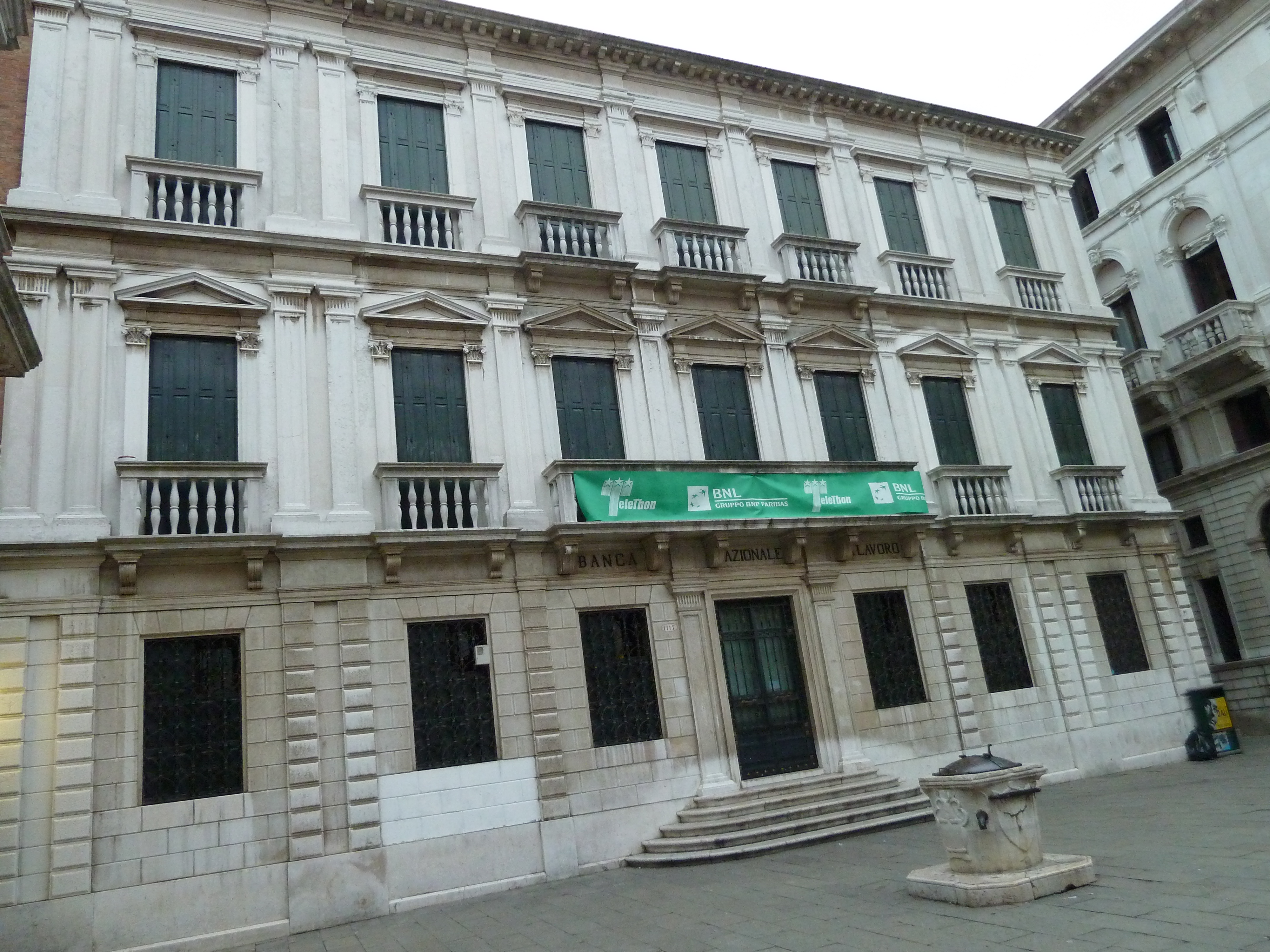
L'edificio costruito da Enrico Pellanda sull'area della casa dove morì lo scultore Antonio Canova

## I cambiamenti urbanistici
Proprio la necessità di ricavare strade più ampie nel centro della città e la volontà di ricavare uno spazio destinato all'approdo delle gondole dietro piazza San Marco provocò l'ultima trasformazione di campo San Gallo. Nel 1869 il comune approvava lo scavo di bacino Orseolo, dietro il campo, che prese il nome dall'antico Ospizio, ormai chiuso da tempo, trasformato in albergo e restaurato a più riprese tra il 1851 e il 1875 da E. Volpi. La creazione del bacino comportò, di seguito, la costruzione della fondamenta Orseolo lungo il rio del Cavalletto e l'allargamento di calle e ponte Tron o della Piavola.
In queste circostanze fu deciso di demolire la casa dove era morto Canova e di costruirvi tra il 1897 e il 1900 un edificio classicheggiante su progetto di Enrico Pellanda, interamente rivestito di pietra d'Istria su committenza della Banca Veneta di depositi e conti correnti. Sulla parete affacciata sul rio del Cavalletto fu affissa una lapide per ricordare lo scultore Antonio Canova. Attualmente il palazzo ospita la Banca Nazionale del Lavoro.
Pochi anni più tardi, tra il 1914 e il 1915, anche l'edificio che sorgeva sull'altro lato di calle Tron, confinante con corte San Zorzi, fu ricostruito dall'ingegner E. Grisostolo come sede veneziana del Banco di Napoli; oggi è una delle sedi della Regione Veneto e ne ospita vari uffici.
Nel 1924 vi fu costruito il cinema Olimpia che dopo essere stato chiuso alla fine degli anni Novanta è diventato l'attuale Teatro San Gallo dove, dal 2009, va in scena lo spettacolo "VENEZIA - The story of Venice".